# مصطفى باشا الأسبيناخجي
مصطفى باشا الأسبيناخجي أو الأسبيناقجي، سياسي عثماني من مماليك العراق أصبح والياً على بغداد سنة (1190 ه‍/1776 م) خلفاً للوالي عمر باشا الكهية. وخلفه عبدي باشا.

## لمحة تاريخية
في سنة 1189 ه‍/1775 م، حاصر الأعاجم (الإيرانيون) مدينة البصرة، وكان فيها محافظاً (آصف زمانه رستم) أو أنه سليمان باشا والي بغداد فيما بعد، ودام الحصار وملكت الأعاجم جصان، وبدران، والمندلي، فعين السلطان عبد الحميد الأول لمحافظة بغداد الوزير مصطفى باشا الأسبيناقجي، والوزير أوزن عبد الله باشا، والوزير سليمان باشا الجليلي وغيرهم من العساكر، فاجتمعوا في بغداد وظهر عزل عمر باشا فخرج من بغداد، ثم ظهر الفرمان السلطاني بقتله...وحمل عليه بعض أتباع مصطفى باشا وقتلوه وحمل رأسه إلى الوزراء فأرسلوه إلى الدولة.

## ولايته
وفي سنة 1190 ه‍/1776 م، ولي بغداد مصطفى باشا الأسبيناقجي، ورجع سليمان باشا الجليلي إلى منصبه في كركوك، وهرب من بغداد عبد الله كهية.
ولا زالت البصرة محاصرة من الأعاجم، فأرسل والي بغداد مصطفى باشا سليمان باشا محافظ البصرة يأمره أن يفتح أبواب البصرة، حتى يدخلها صادق خان مقدم الأعجام ليبر في يمينه، فصدقه وفتح باب البلد ودخل الأعجام، وقبضوا على سليمان باشا ومن معه وحملوهم إلى عند الشاه. ونهبت بيوت التجار والخانات وسبيت المخدرات،

## عزله وقتله
عندما بلغ ذلك الدولة، أرسلوا الوزير عبدي باشا ابن سرخوش علي باشا محافظاً في بغداد، فلما وصلها أتاه المنشور بولايتها، وعزل مصطفى باشا الأسبيناخجي. فخرج من بغداد مصطفى باشا وقدم إلى الموصل وهو خائف، فلما وصل ديار بكر قتلوه وحملوا رأسه إلى الدولة.وكانت الدولة قد عهدت إلى مصطفى باشا بايالة بغداد أوائل سنة 1190ه‍، ودامت حكومته ثمانية أشهر وفي رواية تسعة أشهر.